# Leonie Hesselink
Leonie Hesselink (Winterswijk, 1992) is een Nederlands model en televisiepresentator. In 2018 werd ze gekroond totMiss World Nederland. Tijdens de finale versloeg zij vijftien andere kandidaten. Ze heeft Nederland vertegenwoordigd op de Miss World verkiezing in China. Daar kwam Hesselink niet bij de laatste dertig, maar kreeg wel internationale bekendheid door haar goede sportprestatie door haar sportieve achtergrond.
Hesselink studeerde Bedrijfskunde aan de Universiteit van Enschede en behaalde haar mastergraad op het gebied van finance. Ze is fotomodel sinds haar vijftiende en heeft verscheidene coutureshows gelopen voor onder andere Addy van den Krommenacker, Mart Visser, Erol Elbayrak en is ze het Europese huismodel van het Amerikaanse merk JLM couture. Zij presenteerde in 2024 het programma Vakantie vier je zo! op SBS6.